# Nepenthes ceciliae
Nepenthes ceciliae este o specie de plante carnivore din genul Nepenthes, familia Nepenthaceae, ordinul Caryophyllales, descrisă de Gronem., Coritico, Micheler, Marwinski, Acil și V.B. Amoroso. Conform Catalogue of Life specia Nepenthes ceciliae nu are subspecii cunoscute.